# Pfeiffera
A Pfeiffera egy Dél-Amerikában elterjedt epifita kaktusznemzetség, melyet sokáig a Lepismium nemzetséggel összevontan kezeltek, újabban azonban visszakapta önálló helyzetét.

## Elterjedésük
A nemzetség tagjai az Andok keleti lábainál fekvő trópusi erdőkben honosak Kolumbiától Argentínáig.

## Jellemzőik
Bokros vagy lecsüngő növekedésűek, hajtásaik lapítottak, vagy 3-7 bordára tagolta, gazdag léggyökérképzők. Areoláik közepes sűrűségben fejlődnek, 0-6 tövist és sertéket hordoznak. Virágaik magánosak, néha 2-3-as csoportokat képeznek, színesek, a pericarpiumon szőrök és serték fejlődnek, a virágtölcsér nagyon rövid. Termésük éretten többé-kevésbé áttetsző, néha tövisekkel fedett. A magokon a mikropile konjunkt.
Barthlott és Taylor a nemzetséget összevonta a Lepismium genussal, azonban a molekuláris genetikai adatok rámutattak különállóságukra és a Rhipsalideae tribustól való különállóságukra; a Pfeiffera nemzetség sokkal közelebbi rokonságban van olyan nem epifita genusokkal, mint a Corryocactus genus.

## Rokonsági viszonyai és fajai

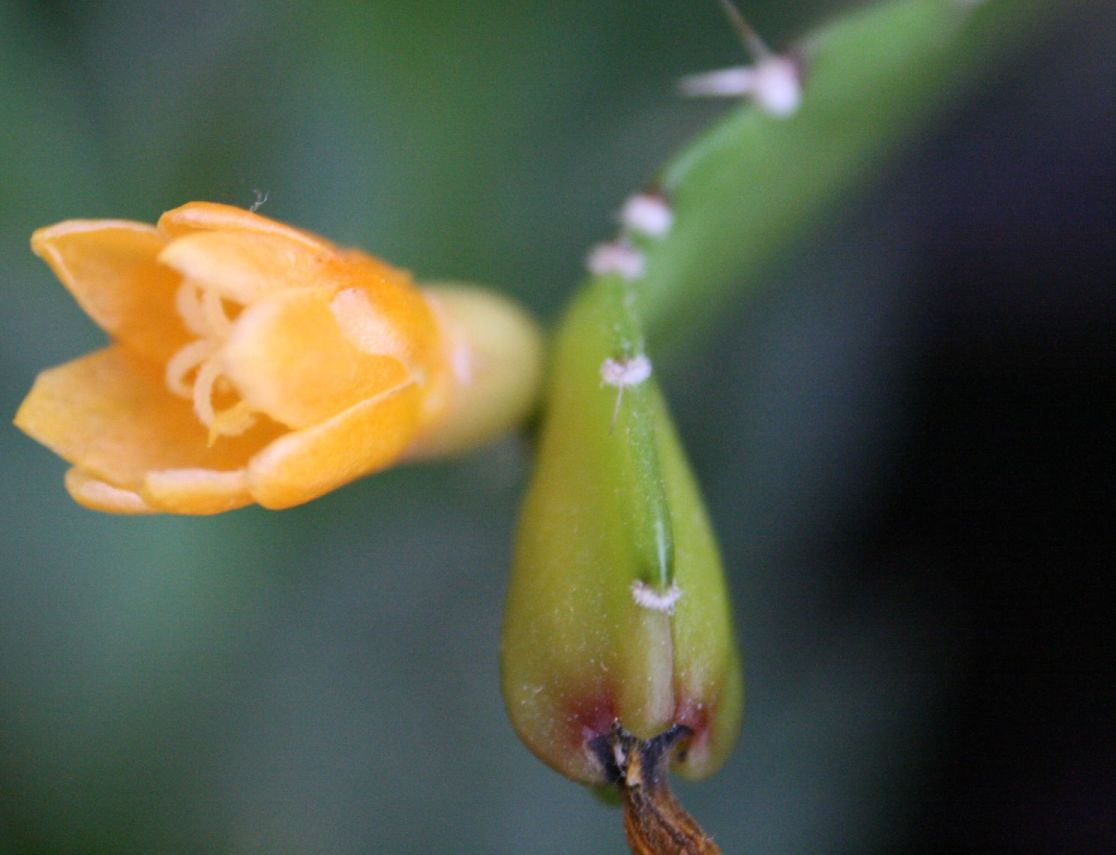
Pfeiffera monacantha

Subgenus Acanthorhipsalis (Kimn.) Bauer:
- Pfeiffera asuntapatensis (Kessler, Ibisch, Barthlott) Bauer in CSI 20:6' (2005)
- Pfeiffera boliviana (Britton) D.R. Hunt in CSI 14:18' (2002)
- Pfeiffera brevispina (Barthlott) D.R. Hunt in CSI 14:18' (2002)
- Pfeiffera monacantha (Grisebach) Heath in Calyx. 4:158' (1994)
  - Pfeiffera monacantha subsp. kimnachii (Dwld) Bauer in CSI 19:8' (2005)
- Pfeiffera paranganiensis (Cardenas.) Heath in Calyx. 4:158' (1994)

Subgenus Lymanbensonia (Kimn.) Bauer:
- Pfeiffera crenata (Britton) Heath in Calyx. 4:158' (1994)
- Pfeiffera micrantha Heath in Calyx. 4:158' (1994)

Subgenus Pfeiffera S-D:
- Pfeiffera ianthothele (Monville) Web. in Dict. Hort. 944' (1898)
- Pfeiffera miyagawae Barthlott & Rauh in CSJA 59:63' (1987)